# Monopolkommission
Die Monopolkommission ist ein ständiges, unabhängiges Beratungsgremium, das die deutsche Bundesregierung, die gesetzgebenden Körperschaften sowie die Öffentlichkeit auf den Gebieten der Wettbewerbspolitik, des Wettbewerbsrechts und der Regulierung berät. Die rechtliche Stellung der Monopolkommission ist gesetzlich nicht geregelt. Die Aufgaben der Monopolkommission ergeben sich aus §§ 44 bis 47 Gesetz gegen Wettbewerbsbeschränkungen (GWB). Die Kommission wurde mit der zweiten GWB-Novelle parallel zur Einführung der Fusionskontrolle etabliert.
Die Monopolkommission wurde 1973 durch die sozialliberale Regierung unter Bundeskanzler Willy Brandt gebildet. Sie nahm ihre Arbeit im Januar 1974 auf.

## Struktur
Die Kommission besteht nach § 45 GWB aus fünf Mitgliedern, die über besondere volkswirtschaftliche, betriebswirtschaftliche, sozialpolitische, technologische oder wirtschaftsrechtliche Kenntnisse und Erfahrungen verfügen müssen. Die Mitglieder der Monopolkommission werden auf Vorschlag der Bundesregierung durch den Bundespräsidenten für die Dauer von vier Jahren berufen, Wiederberufungen sind zulässig. Der oder die Vorsitzende wird von der Monopolkommission selbst gewählt. Traditionell besteht die Kommission aus zwei Professoren (einem Juristen und einem Ökonomen) und drei Experten aus der Wirtschaftspraxis.
Die Mitglieder dürfen weder der Regierung oder einer gesetzgebenden Körperschaft des Bundes oder eines Landes noch dem öffentlichen Dienst des Bundes, eines Landes oder einer sonstigen juristischen Person des öffentlichen Rechts, es sei denn als Hochschullehrer oder als Mitarbeiter eines wissenschaftlichen Instituts, angehören. Ferner dürfen sie weder einen Wirtschaftsverband noch eine Arbeitgeber- oder Arbeitnehmerorganisation repräsentieren oder zu diesen in einem ständigen Dienst- oder Geschäftsbesorgungsverhältnis stehen. Sie dürfen auch nicht während des letzten Jahres vor der Berufung zum Mitglied der Monopolkommission eine derartige Stellung innegehabt haben.
Amtssitz der Monopolkommission ist Bonn, wo die Geschäftsstelle seit September 2018 in der ehemaligen Landesvertretung Hessens beheimatet ist.

## Haupt- und Sondergutachten
Die Kommission erstellt nach § 44 GWB alle zwei Jahre ein Gutachten, in dem sie den Stand und die absehbare Entwicklung der Unternehmenskonzentration in Deutschland beurteilt, die Anwendung der Vorschriften über die Zusammenschlusskontrolle würdigt sowie zu aktuellen wettbewerbspolitischen Fragen Stellung nimmt. Diese Hauptgutachten werden von der Monopolkommission seit 1976 jeweils in den geraden Jahren der Bundesregierung vorgelegt und zugleich veröffentlicht.
Daneben erstellt die Kommission Sondergutachten. Dies ist bei einer Ministererlaubnis (§ 42 Abs. 4 GWB) erforderlich. Alle zwei Jahre nimmt sie mit Sondergutachten zur Wettbewerbsentwicklung im Bereich der „netzbasierten Industrien“ Stellung: auf den Telekommunikationsmärkten (§ 121 Abs. 2 Telekommunikationsgesetz), auf den Märkten des Postwesens (§ 44 Postgesetz a.F. i. V. m. § 81 Abs. 3 Telekommunikationsgesetz a.F.), auf den Märkten der leitungsgebundenen Versorgung mit Elektrizität und Gas (§ 62 Energiewirtschaftsgesetz) und im Bereich der Eisenbahnen (§ 36 Allgemeines Eisenbahngesetz). Diese Sondergutachten erscheinen in ungeraden Jahren. Sondergutachten können auch auf besonderen Auftrag der Bundesregierung und nach eigenem Ermessen erstellt werden (§ 44 Abs. 1 GWB).

## Wirkung
Die Kommission soll unabhängige und an aktuellen wissenschaftlichen Erkenntnissen orientierte Meinungen zu wichtigen und aktuellen Wettbewerbsthemen entwickeln. Sie nimmt gegenüber politischen Akteuren, den Behörden und Verbänden in dieser Rolle auch konträre Positionen ein.
Anders als das Bundeskartellamt und die Bundesnetzagentur hat die Monopolkommission keine direkten Eingriffsmöglichkeiten außer der öffentlichen Mahnung, darin vergleichbar mit dem Bundesrechnungshof. Die Bundesregierung ist allerdings verpflichtet, zu den Hauptgutachten der Monopolkommission sowie zu einem Teil der Sondergutachten für netzbasierte Industrien öffentlich Stellung zu nehmen.
Neben der direkten Beratung der Bundesregierung wird die Beratungsfunktion der Monopolkommission auch über die Öffentlichkeit ausgeübt. Viele aktuelle Themen mit Berührungspunkten zur Wirtschafts- und Wettbewerbspolitik, wie z. B. die Energiewende, werden in den Gutachten aufgegriffen und kritisch analysiert. Die mediale Reaktion gibt der Position des Gremiums in der öffentlichen Meinung zusätzliches Gewicht.

## Konflikte
Eine Krise der Monopolkommission löste 1988/1989 der umstrittene Kauf des Luft- und Raumfahrtkonzerns Messerschmitt-Bölkow-Blohm durch das Automobilunternehmen Daimler-Benz aus. Weil die Bundesregierung bereits vor der erwarteten negativen Entscheidung des Bundeskartellamtes eine positive Ministererlaubnis signalisierte, sei das gesetzlich vorgesehene Gutachten der Monopolkommission sinnlos, kommentierte deren Vorsitzender Ulrich Immenga und trat nach Abgabe des Gutachtens zurück.
Auch im März 2016 trat der Vorsitzende aus Protest wegen einer gegen den Rat der Kommission erteilten Ministererlaubnis von seinem Amt zurück. Daniel Zimmer hatte die Erstellung des Gutachtens im August 2015 zum Ministererlaubnisverfahren im Bezug auf die Übernahme von Kaiser’s Tengelmann durch Edeka verantwortet, das zum eindeutigen Schluss kam, dass die „nachteiligen Wettbewerbswirkungen nicht mit hinreichender Sicherheit durch Gemeinwohlvorteile ausgeglichen“ würden. Als am 17. März 2016 Bundeswirtschaftsminister Sigmar Gabriel die Übernahme Tengelmanns durch Edeka unter bestimmten Auflagen für den Erhalt von Arbeitsplätzen trotzdem genehmigte, legte Daniel Zimmer unmittelbar den Vorsitz nieder und trat auch aus der Kommission aus.

## Mitglieder
Vorsitzende
- (1974–1978) Ernst-Joachim Mestmäcker, ehemaliger Direktor am Max-Planck-Institut für ausländisches und internationales Privatrecht
- (1979–1986) Erhard Kantzenbach, ehemaliger Präsident des Hamburger Welt-Wirtschafts-Archivs (HWWA)
- (1986–1989) Ulrich Immenga, ehemaliger Professor und Direktor der Abteilung für Internationales und Ausländisches Wirtschaftsrecht an der Universität Göttingen
- (1989–1998) Carl Christian von Weizsäcker, ehemaliger Direktor des Energiewirtschaftlichen Instituts an der Universität zu Köln
- (1998–2000) Wernhard Möschel, Inhaber des Lehrstuhl für Bürgerl. Recht, Handels- und Wirtschaftsrecht an der Universität Tübingen
- (2000–2004) Martin Hellwig, Geschäftsführender Direktor am Max-Planck-Institut zur Erforschung von Gemeinschaftsgütern
- (2004–2008) Jürgen Basedow, Direktor am Max-Planck-Institut für ausländisches und internationales Privatrecht
- (2008–2012) Justus Haucap, Direktor des Düsseldorfer Instituts für Wettbewerbsökonomie, Heinrich-Heine-Universität Düsseldorf
- (2012–2016) Daniel Zimmer, Professor für Handels- und Wirtschaftsrecht an der Universität Bonn
- (2016–2020) Achim Wambach, Präsident des Zentrums für Europäische Wirtschaftsforschung (ZEW)
- (2020–2024) Jürgen Kühling, Professor für Öffentliches Recht, Immobilienrecht, Infrastrukturrecht und Informationsrecht an der Universität Regensburg
- (2024–0000) Tomaso Duso, Leiter der Abteilung Unternehmen und Märkte am Deutschen Institut für Wirtschaftsforschung (DIW Berlin), Professor für empirische Industrieökonomie an der Technischen Universität (TU) Berlin

Aktuelle Mitglieder (Stand Oktober 2024)
- (seit 2022) Constanze Buchheim, Unternehmerin und Aufsichtsrätin
- (seit 2022) Tomaso Duso, Professor für empirische Industrieökonomie am Deutschen Institut für Wirtschaftsforschung (DIW Berlin) und der Technische Universität Berlin
- (seit 2020) Pamela Knapp, Aufsichtsrätin
- (seit 2012) Dagmar Kollmann, Unternehmerin und Aufsichtsrätin
- (seit 2024) Rupprecht Podszun, Professor für Bürgerliches Recht, deutsches und europäisches Wettbewerbsrecht und Direktor des Instituts für Kartellrecht (IKartR) an der Universität Düsseldorf.

## Publikationen
Hauptgutachten
- I (1974/1975): Mehr Wettbewerb ist möglich (2. Aufl.) 1977
- II (1976/1977): Fortschreitende Konzentration bei Großunternehmen, 1978
- III (1978/1979): Fusionskontrolle bleibt vorrangig, 1980
- IV (1980/1981): Fortschritte bei der Konzentrationserfassung, 1982 (=BT-Drucksache 9/1892; PDF; 9,7 MB)
- V (1982/1983): Ökonomische Kriterien für die Rechtsanwendung, 1984 (=BT-Drucksache 10/1791; PDF; 8,3 MB)
- VI (1984/1985): Gesamtwirtschaftliche Chancen und Risiken wachsender Unternehmensgrößen, 1986 (=BT-Drucksache 10/5860; PDF; 9,5 MB)
- VII (1986/1987): Die Wettbewerbsordnung erweitern, 1988 (=BT-Drucksache 11/2677 (PDF; 8,5 MB); 11/2678; PDF; 6,4 MB)
- VIII (1988/1989): Wettbewerbspolitik vor neuen Herausforderungen, 1990 (=BT-Drucksache 11/7582 (PDF; 12,6 MB); 11/7583; PDF; 5,4 MB)
- IX (1990/1991): Wettbewerbspolitik oder Industriepolitik, 1992 (=BT-Drucksache 12/3031 (PDF; 14,6 MB); 12/3032; PDF; 8,3 MB)
- X (1992/1993): Mehr Wettbewerb auf allen Märkten, 1994 (=BT-Drucksache 12/8323 (PDF; 11,8 MB); 12/8324; PDF; 9,1 MB)
- XI (1994/1995): Wettbewerbspolitik in Zeiten des Umbruchs, 1996 (=BT-Drucksache 13/5309 (PDF; 13,6 MB); 13/5310; PDF; 9,1 MB)
- XII (1996/1997): Marktöffnung umfassend verwirklichen, 1998 (=BT-Drucksache 13/11291 (PDF; 9,4 MB); 13/11292; PDF; 8,3 MB)
- XIII (1998/1999): Wettbewerbspolitik in Netzstrukturen, 2000 (=BT-Drucksache 14/4002 (PDF; 7,7 MB), 14/4003; PDF; 11,7 MB)
- XIV (2000/2001): Netzwettbewerb durch Regulierung, 2002 (=BT-Drucksache 14/9903 (PDF; 8,3 MB), 14/9904; PDF; 27,2 MB)
- XV (2002/2003): Wettbewerbspolitik im Schatten „Nationaler Champions“, 2004 (=BT-Drucksache 15/3610 (PDF; 6,9 MB), 15/3611; PDF; 2,0 MB)
- XVI (2004/2005): Mehr Wettbewerb auch im Dienstleistungssektor!, 2006 (=BT-Drucksache 16/2460 (PDF; 7,1 MB), 16/2461; PDF; 1,9 MB)
- XVII (2006/2007): Weniger Staat, mehr Wettbewerb, 2008 (=BT-Drucksache 16/10140; PDF; 6,8 MB)
- XVIII (2008/2009): Mehr Wettbewerb, wenig Ausnahmen, 2010 (=BT-Drucksache 17/2600; PDF; 6,1 MB)
- XIX (2010/2011): Stärkung des Wettbewerbs bei Handel und Dienstleistungen, 2012 (=BT-Drucksache 17/10365; PDF; 7,3 MB)
- XX (2012/2013): Eine Wettbewerbsordnung für die Finanzmärkte, 2014 (=BT-Drucksache 18/2150; PDF; 28,7 MB)
- XXI (2014/2015): Wettbewerb 2016, 2016 (=Gutachten)
- XXII (2016/2017): Wettbewerb 2018, 2018 (=Gutachten)
- XXIII (2019/2020): Wettbewerb 2020 (=Gutachten)